# ماتياس يوهانسون
ماتياس يوهانسون (بالسويدية: Mattias Johansson) هو لاعب كرة قدم سويدي في مركز الظهير الأيمن ولد في يوم 16 فبراير 1992 في مدينة يونشوبينغ في السويد، يلعب حالياً مع نادي ألكمار في هولندا وسبق له اللعب مع نادي كالمار في السويد، لعب مع منتخب السويد لكرة القدم ويبلغ طوله 171 سم.

## روابط خارجية
- ماتياس يوهانسون على موقع الاتحاد الأوربي (الإنجليزية)
- ماتياس يوهانسون على موقع اتحاد السويد (السويدية)
- ماتياس يوهانسون على موقع اتحاد تركيا (لاعب) (الإنجليزية)
- ماتياس يوهانسون على موقع قاعدة بيانات كرة القدم.إي يو (الإنجليزية)
- ماتياس يوهانسون على موقع ناشيونال فوتبول تيمز (الإنجليزية)
- ماتياس يوهانسون على موقع Soccerway.com (الإنجليزية)